# St. Anna (Boží Dar)

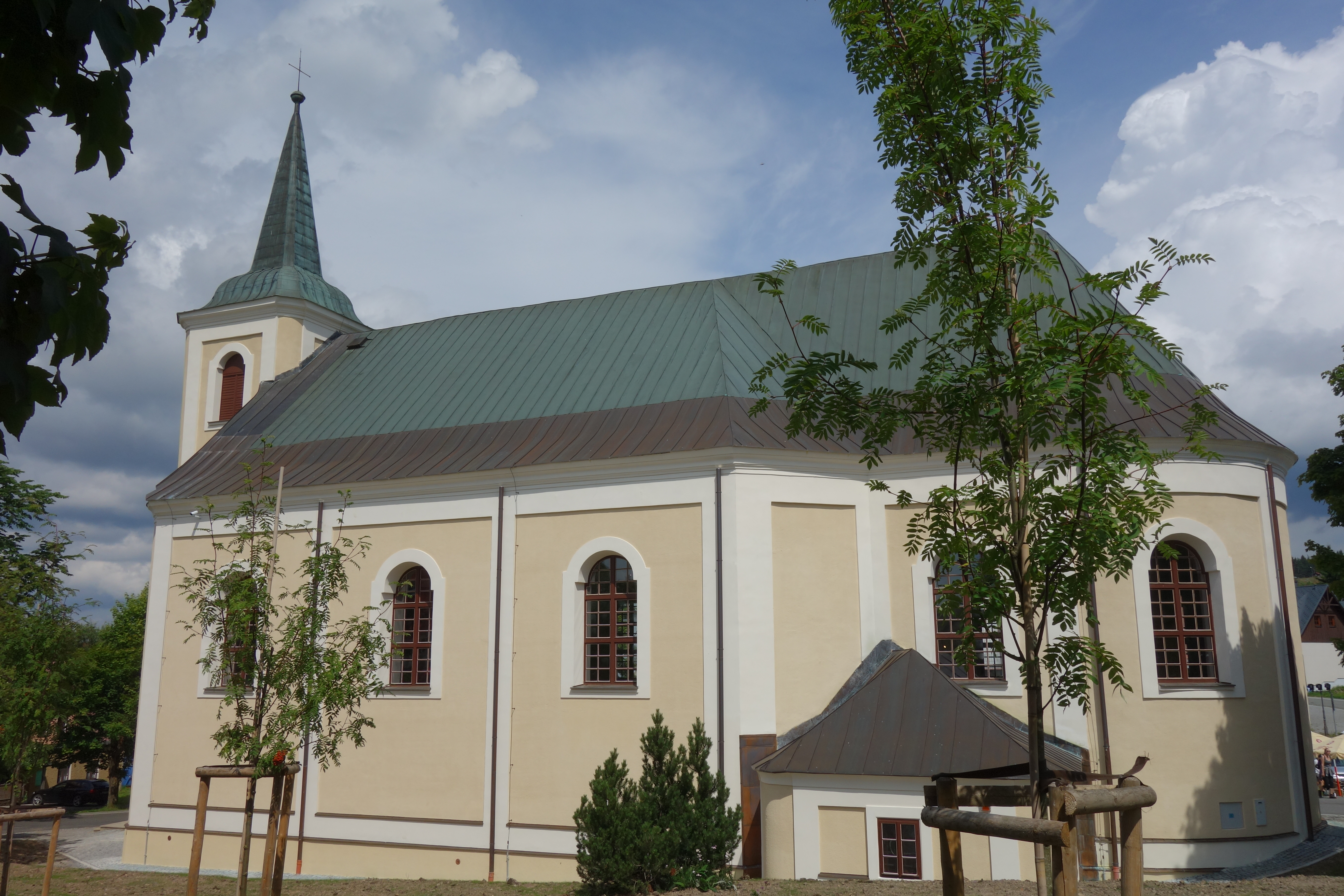
Außenansicht von Südosten

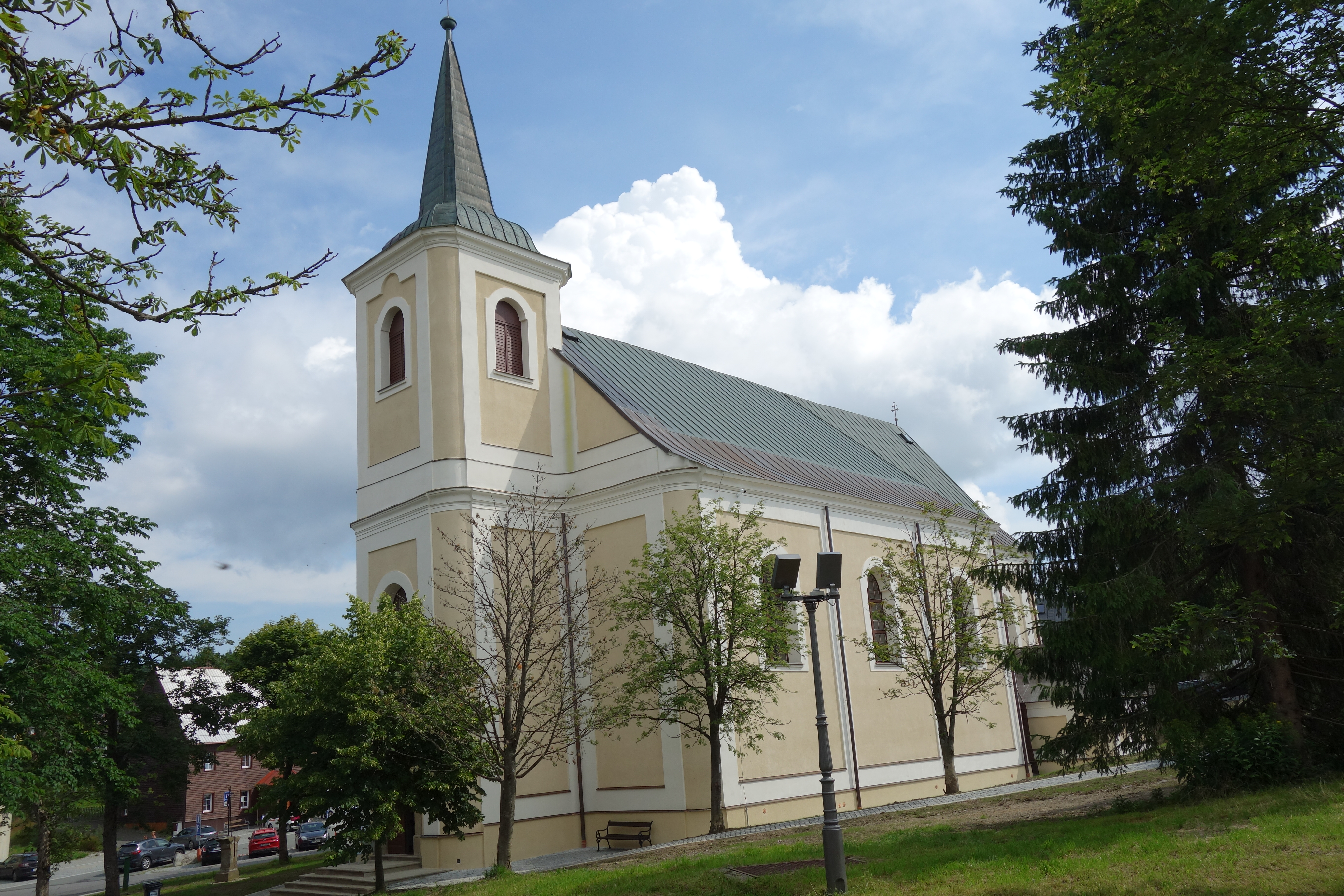
Außenansicht von Südwesten

Die Kirche St. Anna (tschechisch Sv. Anny) ist ein barocker Kirchenbau im Zentrum der tschechischen Stadt Boží Dar (deutsch Gottesgab) im böhmischen Teil des Erzgebirges. Es ist der dritte Kirchenbau in der Geschichte der alten Bergstadt. 
Aufgrund ihres Standorts auf etwa 1020 m n.m. ist sie die höchstgelegene Kirche im gesamten Erzgebirge und darüber hinaus – da Boží Dar Stadtrechte besitzt – eine der höchstgelegenen städtischen Kirchen in Mitteleuropa. Ferner ist sie nach St. Stephan in der Gemeinde Kvilda (deutsch Außergefild) im Böhmerwald die zweithöchstgelegene der Tschechischen Republik.

## Geschichte

### Vorgängerbauten
Der erste Kirchenbau war ein hölzernes Kirchlein im Stil der Frührenaissance und entstand wahrscheinlich in den 1530er-Jahren. Dem rauen Klima auf dem Kamm und im höchsten Teil des Erzgebirges widerstand der Bau nur bedingt und verfiel zunehmend.
An gleicher Stelle des ersten, verfallenen Kirchbaus wurde 1593 eine steinerne Kirche im Stil der Spätrenaissance errichtet, deren Architekt unbekannt ist. Im Jahr darauf schuf der St. Joachimsthaler Zinngießer Hans Wildt ein dreistimmiges Geläut, das später in den gegenwärtigen Bau übernommen wurde und noch heute genutzt wird. Zwischen 1605 und 1607 wurde ein neuer Glockenturm an die Kirche gebaut, 1612 schuf der St. Joachimsthaler Zinngießer Leonhard Dürr ein wertvolles zinnernes Taufbecken, das gleichfalls noch erhalten ist.
Zu einem nicht eingrenzbaren Zeitpunkt Mitte des 18. Jahrhunderts brannte die Kirche bis auf die Grundmauern nieder. Die Überreste wurden später abgebrochen.

### Gegenwärtiger Kirchenbau

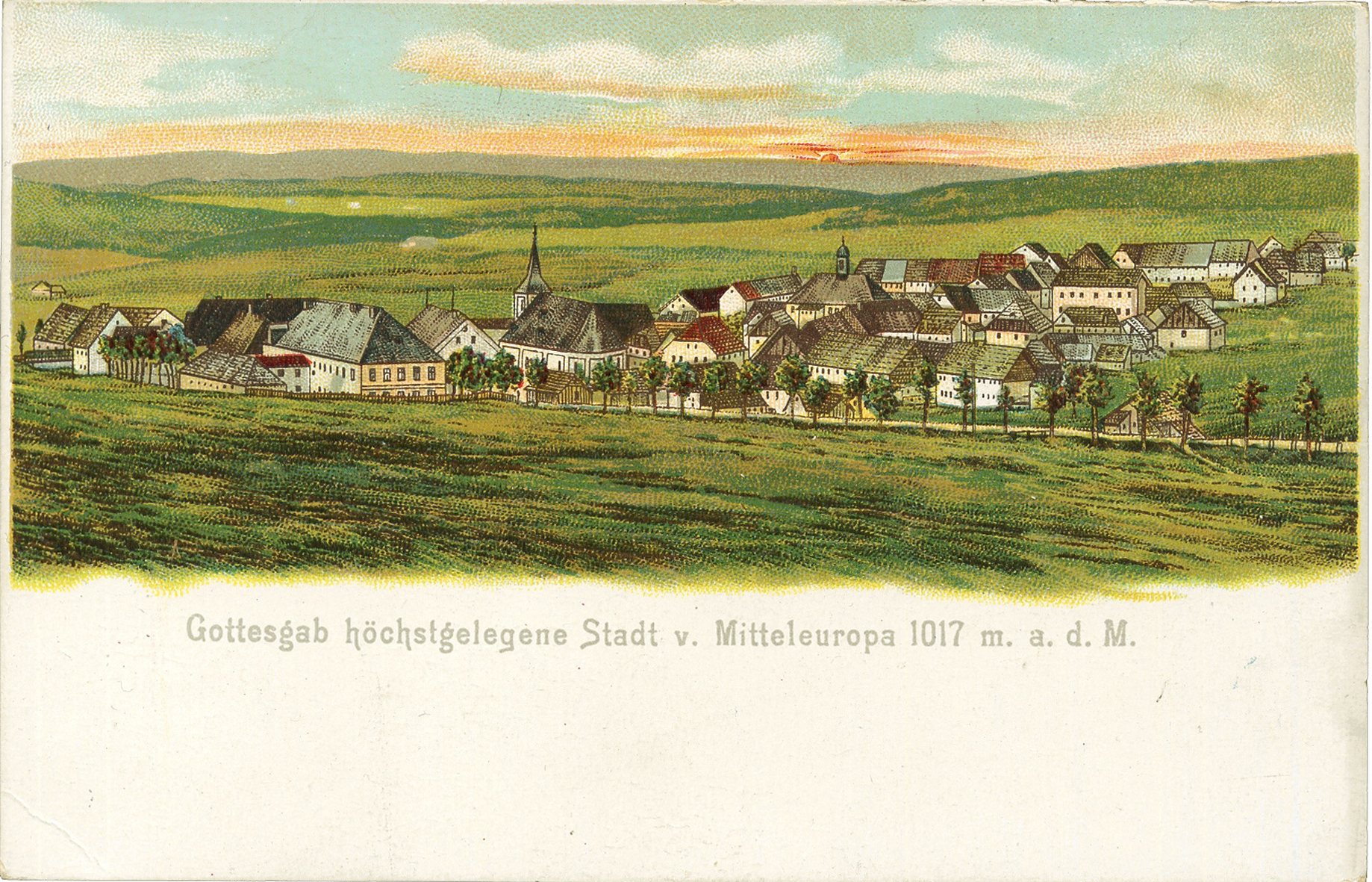
Stadt und Kirche auf einer Farblithographie von 1906

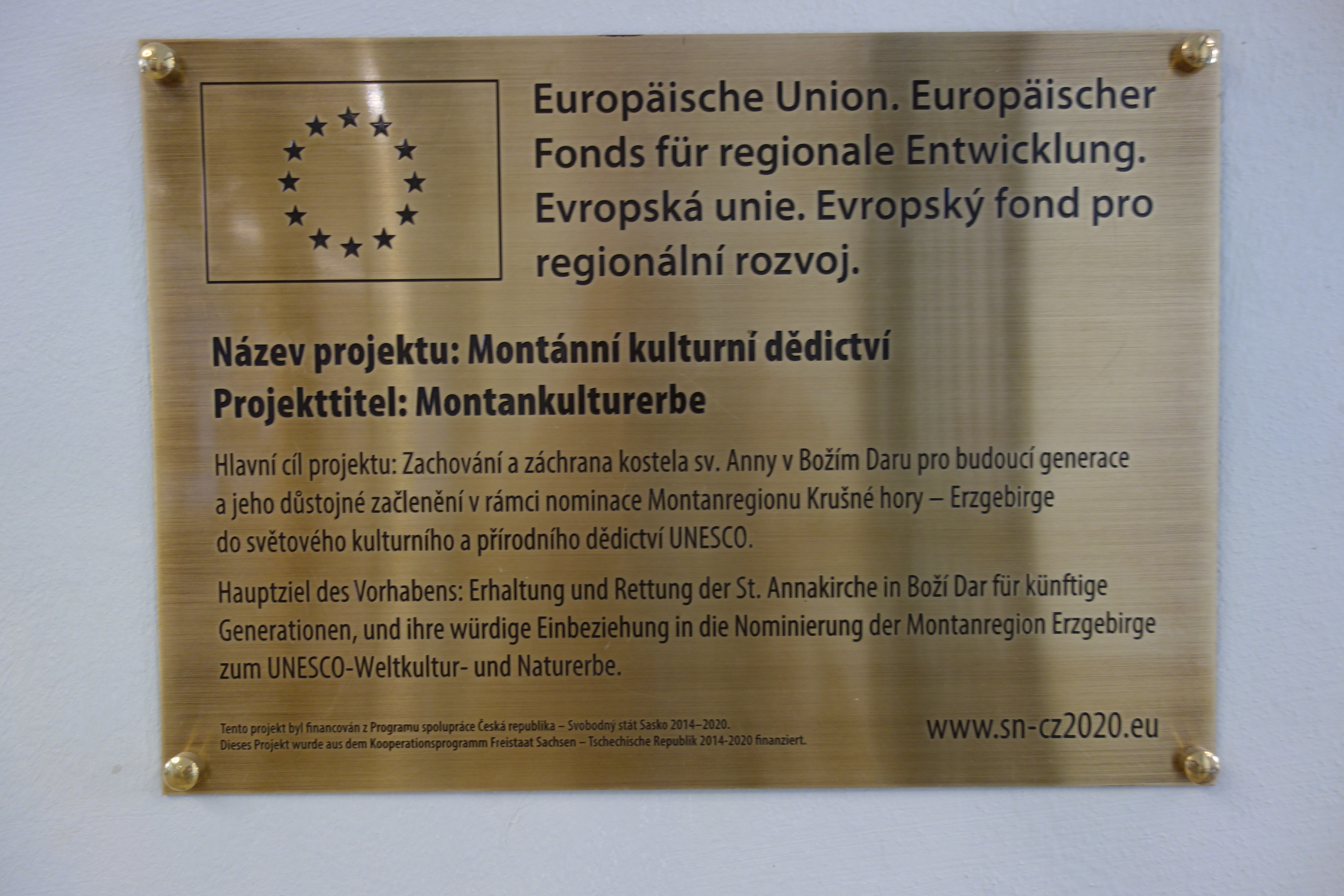
Projektschild

Der gegenwärtige Bau wurde 1771 am Ort des Vorgängerbaus errichtet. Die spätbarocke Kirche erhielt ihre Gestalt nach Plänen des Prager Architekten und Baumeisters Philipp Heger, der unter anderem auch das Rathaus im nahen St. Joachimsthal entwarf.
Am 3. Mai 1958 wurde der Kirchenbau in das Staatliche Verzeichnis der Kulturdenkmäler eingetragen.
Ende der 1960er Jahre war der Zustand der ferner teilweise verwüsteten Kirche so schlecht, dass sie auf Grund von Baufälligkeit und Einsturzgefahr für die Öffentlichkeit gesperrt wurde. Letztlich wurde ein Abriss, wie bei den Kirchen in Ryžovna (Seifen) und Loučná pod Klínovcem (Böhmisch Wiesenthal) bereits geschehen, angedacht. Aufgrund des Widerstandes unter den Einwohnern von Boží Dar wurde der geplante Abriss verhindert. Später versah Pater František Krásenský aus Jáchymov das Dach der geschlossenen Kirche in Eigenleistung mit einem schützenden Farbanstrich.
Im Jahr 1990 begann auf Initiative von František Krásenský und dank finanzieller Unterstützung ehemaliger deutscher Bewohner von Gottesgab eine Rekonstruktion der verfallenen Kirche, die anschließend neu geweiht wurde. Da das Bistum Pilsen nicht über die finanziellen Mittel für eine kontinuierliche Instandhaltung verfügt, setzte neuerlich Verfall ein. Dabei löste sich u. a. der Kirchturm um bis zu 25 Zentimeter vom Kirchenschiff.
Nach jahrelangen Verhandlungen ging die Kirche samt allen Inventars mit Wirkung zum 1. Januar 2013 in das Eigentum der Stadtverwaltung Boží Dar über. Zugleich übergab das Bistum der Stadt einen Betrag von 600.000 Kč aus dem Erbe eines ehemaligen deutschen Bewohners von Gottesgab.

### Kirchliche Verwaltung
Nach Unterlagen des Staatlichen Gebietsarchivs in Pilsen gehörte Gottesgab anfänglich zur Pfarrei St. Joachimsthal.
Nach der Schlacht am Weißen Berg am 8. November 1620 wurde die Rekatholisierung Böhmens durch- und eine katholische geistliche Verwaltung eingesetzt. Vordem wirkten in Gottesgab – das als Ergebnis des Prager Vertrages von 1546 an das Königreich Böhmen abgetreten wurde – ausschließlich protestantische Geistliche, darunter u. a. der sächsische Reformator Kaspar Eberhard.
Im Jahr 1737 wurde Gottesgab ein eigenständiger Pfarrbezirk und umfasste seinerzeit die Orte bzw. Einschichten: Gottesgab, Försterhäuser, Goldenhöhe mit Böhmische Mühle, Halbmeil, Spitzberg, Sonnenwirbel, Unruh, Seifen (bis 1786), Hengsterseifen, Kalter Winter, Steinhöhe (bis 1786), Förstergrund, Pleßberg/Kaff, Mückenberg, Neumühle und Zwittermühl (nur teilweise). Im Jahr 1938 umfasste er die Orte Gottesgab, Försterhäuser, Goldenhöhe, Halbmeil und Spitzberg sowie die Einschichten Sonnenwirbel und Unruh. Letzter Pfarrer der eigenständigen Pfarrei war ab 1935 Josef Dürmuth.
Nach Ende des Zweiten Weltkrieges und der Vertreibung der deutschböhmischen Bevölkerung wurde die Pfarrei aufgelöst und die Verwaltung fortan von Jáchymov ausgeübt. Das Pfarrhaus wurde in ein Erholungszentrum des Konzerns Výstavba dolů uranového průmyslu (VDUP) (deutsch Aufbau von Bergwerken der Uranindustrie) umgewandelt.

## Architektur

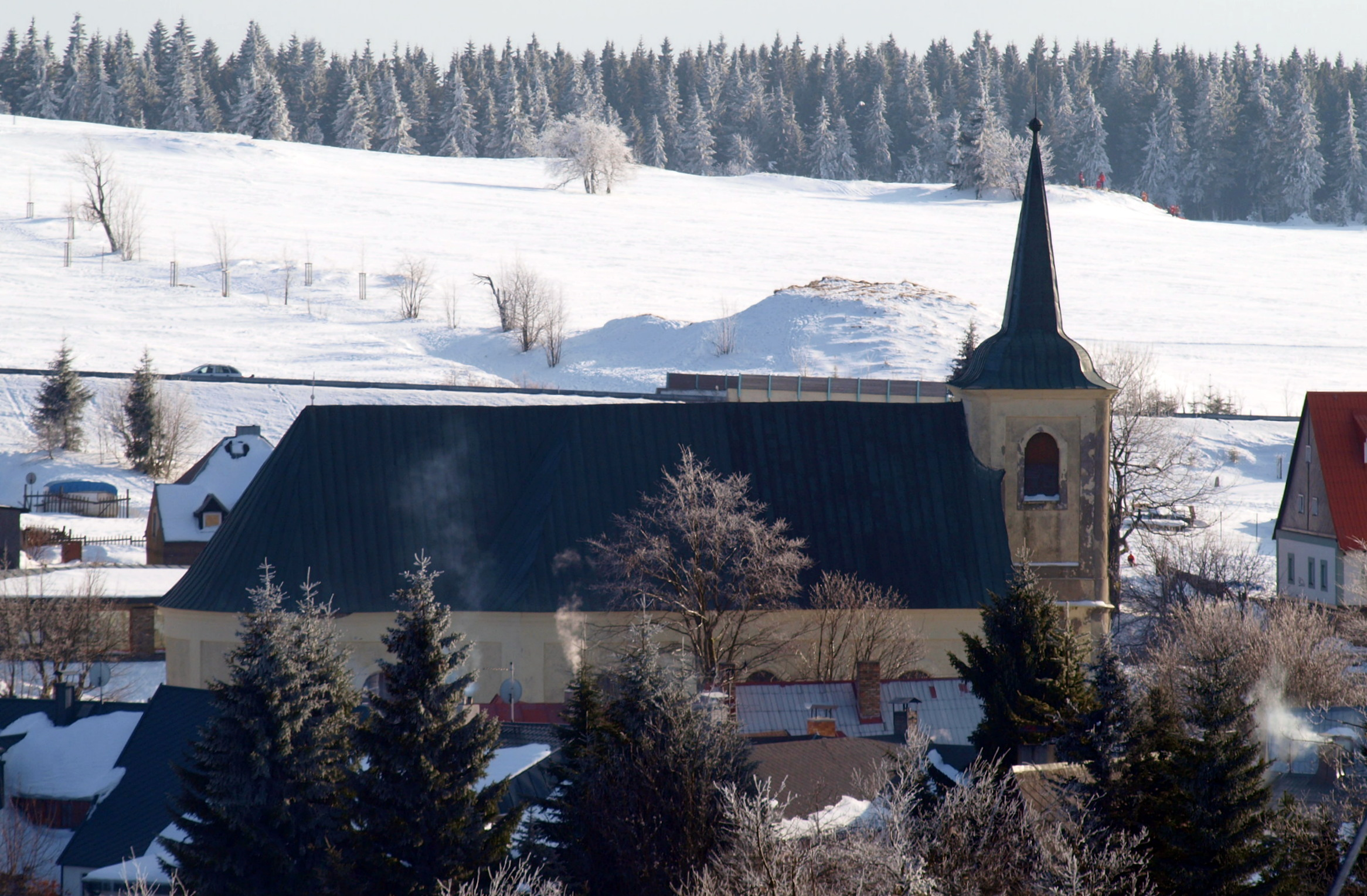
Panorama

### Außen
Der spätbarocke Kirchenbau besitzt einen rechteckigen, an den Ecken abgerundeten Grundriss mit nach Osten gerichtetem Altarraum. An der Südseite schließt sich in der Ecke zwischen Kirchenschiff und Altarraum ebenerdig die rechteckige Sakristei an. Das Mauerwerk besteht aus Bruchsteinen, die Dächer sind als Walmdächer ausgeführt und mit blecherner Dachhaut bekleidet. Am Ende des Dachfirstes befindet sich ein zweiarmiges Kreuz.
Der Glockenturm mit quadratischem Grundriss ist mittig an der Westseite des Kirchenschiffs vorgebaut. Gekrönt wird er von einem blechverkleideten pyramidenförmigen Helm mit Kreuz auf der Spitze.
Das steinerne Eingangsportal mit geohrtem Rahmen, trägt im Schlussstein die eingemeißelte Jahreszahl 1771. In der Ebene über dem Eingang befindet sich ein großes rechteckiges Fenster mit halbkreisförmigem Abschluss, durch das die Empore belichtet wird. Der Glockenboden besitzt auf drei Seiten geöffnete rechteckige Fenster mit halbkreisförmigem Abschluss und hölzernen Lüftungsjalousien.

### Innen
Das Innere des Kirchenschiffs ist mit einer Böhmischen Kappe überwölbt. Die glatt verputzte und um einem Deckenspiegel ergänzte Decke zeigt ein Gemälde mit Adler samt Böhmischen Wappen sowie darunter im Schild zwei Schlägel. Die Wände werden durch flache korinthische Pilaster mit reich verzierten Kapitellen zwischen den Fenstern geteilt. Die Öffnung zum zwei Stufen erhöht liegenden Altarraum ist mit einem halbkreisförmigen Bogen abgeschlossen. Im niedrigen Tonnengewölbe des Altarraums befindet sich ein Deckengemälde aus dem frühen 19. Jahrhundert, das die Jungfrau Maria mit Jesuskind sowie Heiligen zeigt.
Den Zugang zur Sakristei gewährt ein rechteckiges Sandsteinportal mit Ohren. Die Sakristei ist mit einem Tonnengewölbe samt Stuckrosette in der Mitte überwölbt.
Im westlichen Teil des Kirchenschiffs befindet sich die von Säulen getragene Empore, die an der südöstlichen Ecke über eine 4,2 Meter hohe, hölzerne Wendeltreppe mit Steinmantel zugänglich ist. Zwischen den Säulen spannen sich drei Rundbögen.

## Ausstattung

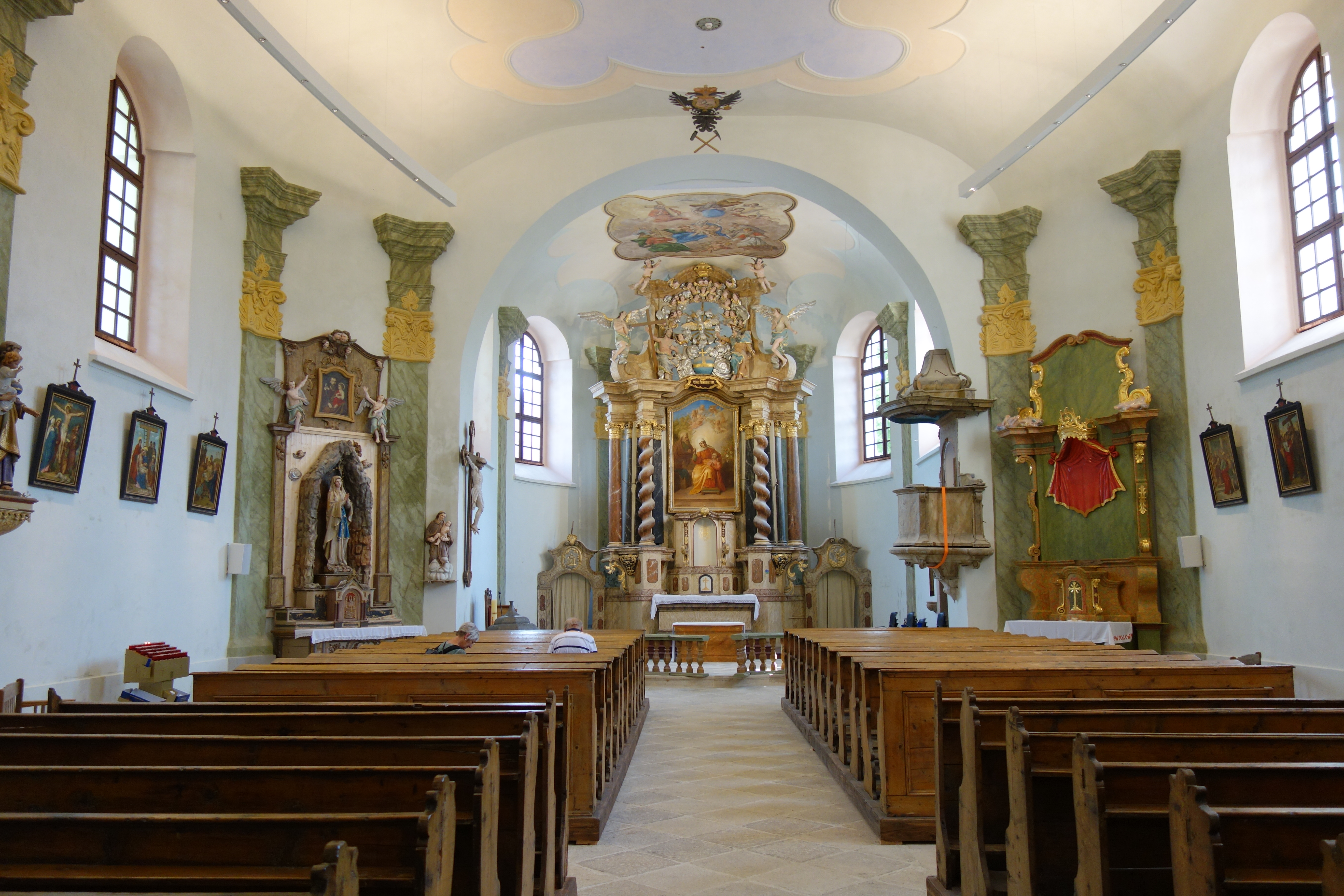
Innenraum

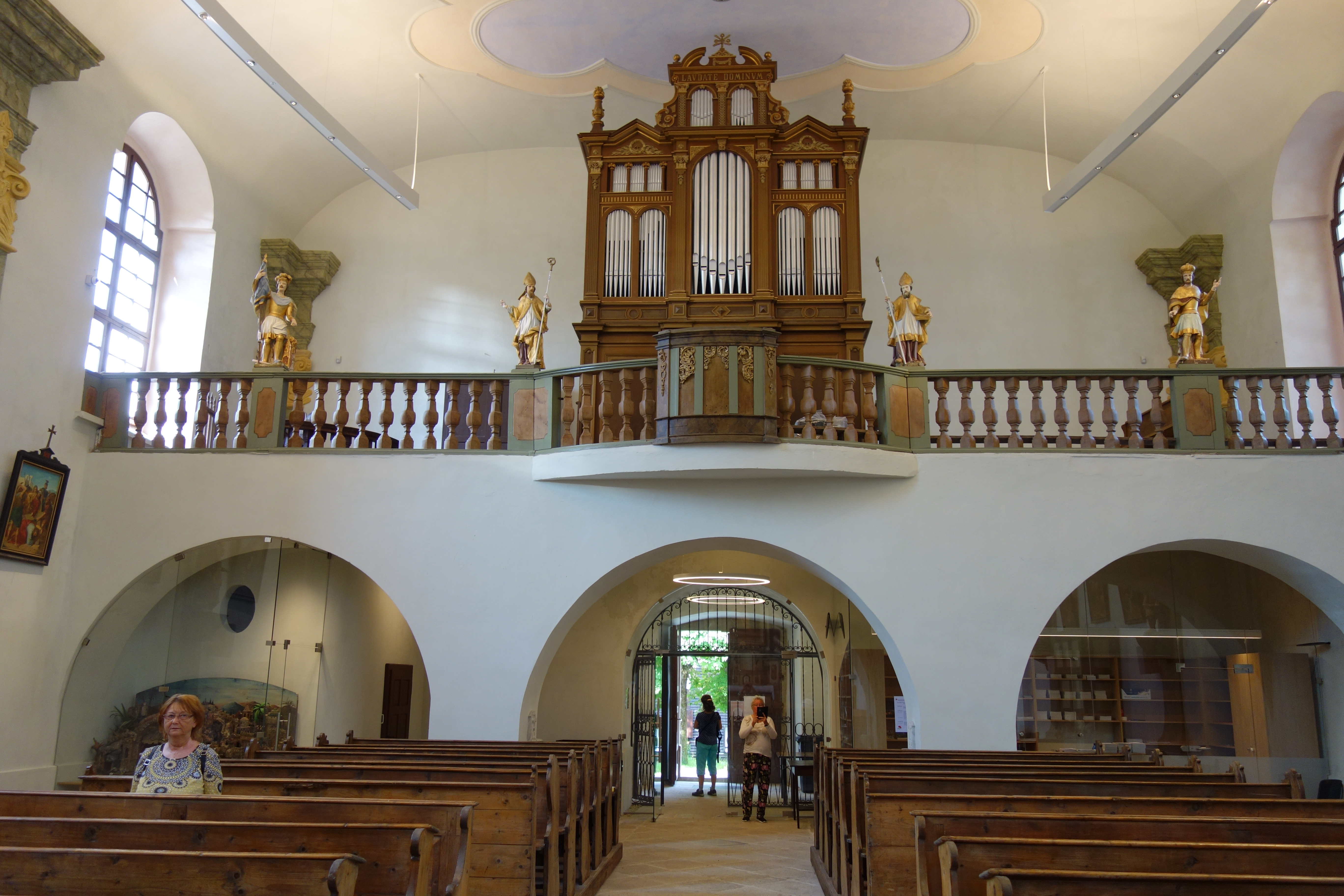
Empore

### Altäre

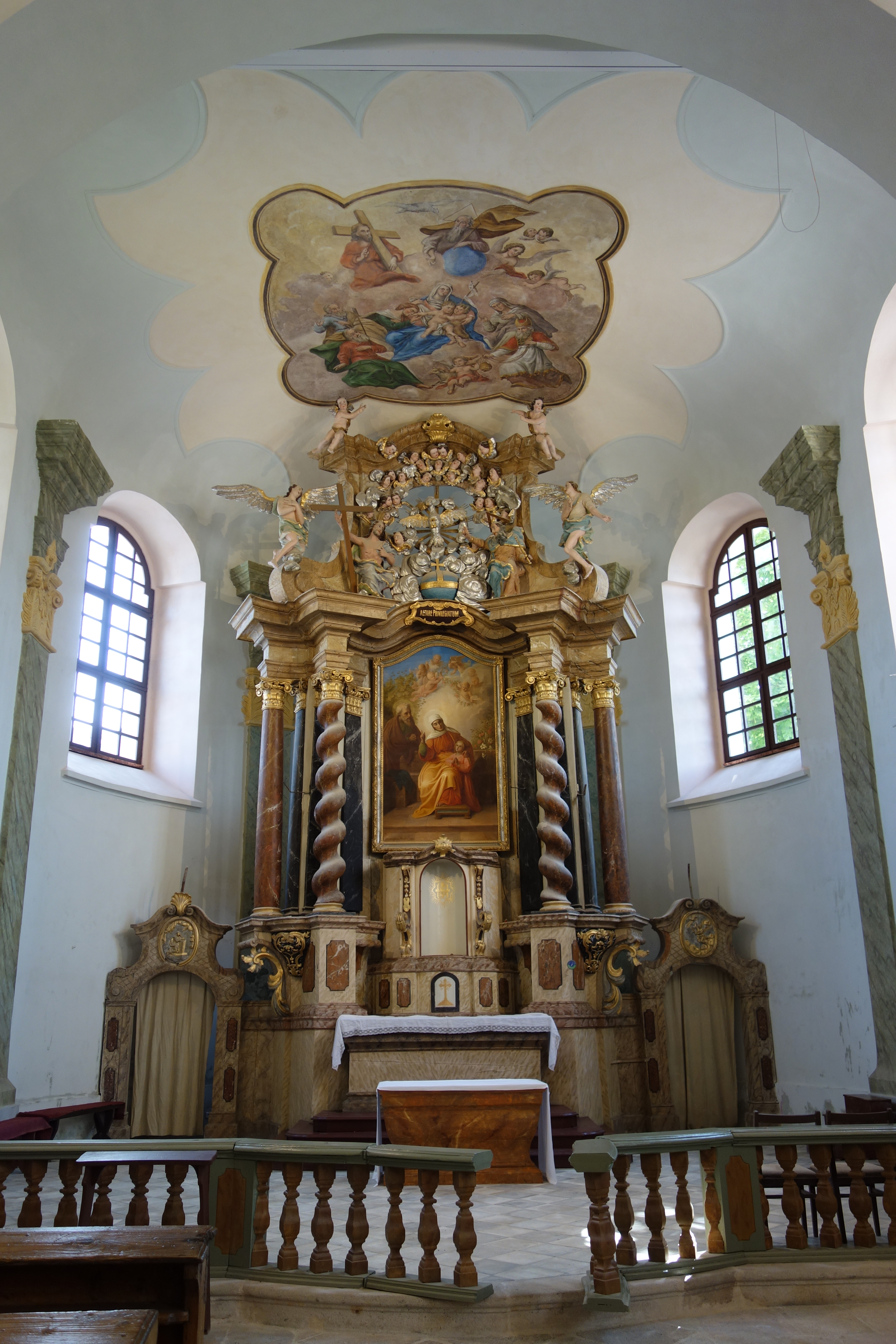
Hauptaltar

Am Abschluss das Chores befindet sich der Hauptaltar. Er ist aus Holz geschnitzt und grau- bzw. braunmarmoriert, 1912 wurde er letztmals neu bemalt. In der Mitte des Altars hängt auf Leinwand ein neuzeitliches Bildnis der Heiligen Familie. Zu beiden Seiten befinden sich Säulen mit vergoldeten korinthischen Kapitellen. Beiderseits dieser Säulen befinden sich spätbarocke geschnitzte Statuen der Heiligen Wenzel, Florian, Barbara und Katharina. In der sich zur Decke anschließenden Fortsetzung des Altars befindet sich eine Statuengruppe der Heiligen Dreifaltigkeit mit einer Erdkugel, links Jesus Christus, rechts Gott der Vater, darüber eine Taube als Symbol des Heiligen Geistes, begleitet von einer Engelschar.
In den zum Altarraum hin abgeschrägten Ecken des Kirchenschiffs befinden sich beidseitig geschnitzte, spätbarocke Seitenaltäre mit vergoldeten Verzierungen. Auf der vom Kirchenschiff aus gesehen linken Seite befindet sich der Altar des Johannes Nepomuk, mit einer neuzeitlichen Statue der Jungfrau Maria und darüber einem Gemälde des Johannes Nepomuk. Auf der rechten Seite befindet sich der architektonisch identische Altar der heiligen Cäcilia. Auf ihm befindet sich eine Statue mit dem Motiv Heiligstes Herz Jesu. Darüber ein Ölgemälde, welches die heilige Cäcilia an der Orgel darstellt.

### Kanzel
Auf der Südseite befindet sich erhöht in der Stelze des Bogens zum Altarraum die aus Holz geschnitzte Kanzel im Rokokostil. Auf den unteren Ecken der Kanzel befinden sich Statuen der vier Evangelisten. Auf der Kanzelhaube bilden Wolken mit Engelsköpfen eine figürliche Gloriendarstellung des Lammes Gottes mit Heiligenschein, davor eine Taube und zu beiden Seiten Engel.

### Taufbecken
Das oktogonale zinnerne Taufbecken aus dem Jahr 1612 ist ein Werk des St. Joachimsthaler Zinngießers Leonhard Dürr und hat sich aus dem abgebrannten Vorgängerbau erhalten. Der Beckenrand liegt etwa 1 Meter hoch, samt Haube misst die Höhe des Beckens ca. 1,55 Meter. Es besitzt einen aus Holz geschnitzten Fuß, der Beckenmantel besteht aus etwa 5 Millimeter starkem Zinnblech. An den Rändern befindet sich ein umlaufender Relieffries der Sieben Freien Künste, der sich in Renaissancearkaden mehrmals wiederholt. Darunter ist eine Inschrift in deutscher Sprache eingraviert.
Um das eingelassene Becken mit einem Durchmesser von 35 Zentimetern befindet sich ein in fünf ringförmige Felder unterteilter Zinngusskranz mit einer durchschnittlichen Breite von 28,5 Zentimetern. Das Feld im inneren und äußeren Bereich ist glatt. Von den sich an das mittlere anschließenden Feldern ist das äußere u. a. mit Akanthusverzierungen und Arabesken dekoriert, das Innere mit Hermen, Fruchtgirlanden, Bändern sowie floralen Verzierungen mit musizierenden Engeln. Auf dem mittleren Ring ist die gravierte Inschrift „LASSET DIE KINDLEIN ZV MIR KOMMEN VND WERET IHNEN NICHT DEN SOLCHER IST DAS REICH GOTTES WEHR DA GLAVBT VND GETAVFT WIRT DER WIRT SELIG WERTEN: J 6 J Z DEN J IANV = ARI“ zu lesen. Unterbrochen wird diese Inschrift von acht Medaillons mit den Köpfen der vier Evangelisten sowie viermal dem St. Joachimsthaler Siegel mit Darstellung der Taufe Jesu am Jordan.
Auf der abgestuften oktogonalen Haube in Helmform befindet sich im unteren Bereich ein umlaufender Relieffries mit dem wiederkehrenden Motiv Moses schlägt Wasser aus dem Felsen. Auf dem darüber verlaufenden Fries befindet sich eine Gruppe von drei Reliefs: Mittig, zwischen Blumenmotiven, sieht man Kinder, die aus Schalen Wasser trinken, rechts ein ritterliches Kampfspiel sowie links einen Festzug. An den Kanten der oktogonalen Haube befinden sich in drei Ebenen verbundene Rosetten und dazwischen geflügelte Engelsköpfe. Die Spitze der Haube trägt ein neuzeitliches zinnernes Kruzifix als Ersatz für die ursprüngliche Figurengruppe mit dem Motiv der Taufe Jesu.

### Orgel
Die Orgel auf der Empore datiert aus dem Jahr 1892 und wurde von Rieger Orgelbau aus Jägerndorf gebaut. Das Instrument verfügt über zwei Manuale und 14 Register. Der mit Rokokoschnitzwerk verzierte Spieltisch liegt vertieft am Geländer der Empore.

### Glocken
Das Geläut besteht aus vier Glocken, wovon drei aus dem Vorgängerbau von 1593 stammen.
Die größte der Glocken misst in der Höhe 80 Zentimeter hat einen Schärfendurchmesser von 1 Meter. Im oberen Teil befinden sich drei Ornamentfriese. Die beiden oberen zeigen geflügelte Engelsköpfe unter Baldachinen sowie Pflanzenornamente und Draperie. Der dritte, darunter angeordnete Fries besteht aus Fruchtkörben zwischen Pflanzenornamenten. Auf dem Mantel befindet sich der Stadtname GOTTES – GAB eingebettet zwischen dem Stadtwappen. Darunter befindet sich die gerahmte Inschrift „D: VIGILY: BATOG: DECHANT: ZV / S: ICCH: TA: IOHAN: JAGOB: KVT / TNER: ROM: KEY: MAY: OB: AMPTS / VERWALTER: ANNO: M. D C. XXXIX“. Auf der gegenüberliegenden Seite befindet sich ein Kruzifixrelief mit Initialen zu beiden Seiten; links „I. C“, rechts „I. C. C“ sowie auf dem Kranz „ANTONI. ARNOLT. F. M.“ Die Kronenhenkel sind glatt gearbeitet.
Die zweite, große Glocke misst 65 Zentimeter in der Höhe und 80 Zentimeter an der Schärfe. Im oberen Teil befindet sich die lateinische Inschrift „VERBVM DOMINI MANET / INAETERNVM AMEN IM J 1 5 9 4“ und der Abdruck eines Medaillons Kaiser Maximilians II. Darunter befindet sich unter hängenden Akanthusblättern die deutsche Inschrift „EIN GANTZES KIRCHSPIL VND GEMEIN AVFF DER GOTZGAW LISSEN MICH GISSEN HANS WILDT IN S IOACHIMSTAL LIS MICH FLISSEN DEN 3 DEGEMBER 1 5 9 4“. Auf der gegenüberliegenden Seite ist eine Kreuzigungsgruppe dargestellt; weitere Inschriften befinden sich zu beiden Seiten. Die Kronenhenkel sind profiliert.
Die ebenfalls 1594 gegossene Totenglocke wurde 1865 durch den Komotauer Glockengießer Karl Herold umgegossen.
Im Jahr 1869 wurde eine neue Messglocke beim Egerer Glockengießer Anton Pistorius hergestellt.

### Sonstige Ausstattung
Im Raum unter der Empore befindet sich der dreiteilige Beichtstuhl aus der Zeit um 1770. Er besteht aus Eichenholz mit Schnitzwerk auf den Gesimsen. In der Sakristei steht ein aus Eichenholz gefertigter Kredenzschrank aus der zweiten Hälfte des 18. Jahrhunderts. Auf ihm werden Kelch und Patene für die Feier der Eucharistie am Altar vorbereitet.
Die aus Weichholz mit geschnitzter Rückenlehne gebauten Kirchenbänke stammen aus dem 18. Jahrhundert. Drei Bänke sind aus Eichenholz mit teilweiser Vergoldung, sie datieren aus der Zeit um 1740. Der im Kirchenschiff aufgehängte gläserne Kronleuchter stammt aus der ersten Hälfte des 19. Jahrhunderts. Außerdem befinden sich dort ein hölzernes, bunt bemaltes Vortragekreuz aus dem frühen 19. Jahrhundert sowie die in jüngster Vergangenheit neu bemalten, 1,5 Meter hohen Holzstatuen der heiligen Anna und des heiligen Joachim aus der ersten Hälfte des 19. Jahrhunderts.
Zu den liturgischen Gegenständen der Kirche gehört eine 66 Zentimeter hohe Monstranz aus Gold, Silber und Kupfer. Auf dem Hauptaltar stehen Kelche und zinnerne Leuchter.

## Persönlichkeiten
Folgende Personen wurden in der Kirche begraben:
- 1743: Paul Fischer, Bergmeister, beim Altar des Johannes Nepomuk[3]